# Esposende
Esposende es una ciudad portuguesa del distrito de Braga, región estadística del Norte (NUTS II) y comunidad intermunicipal del Cávado (NUTS III), con cerca de 9100 habitantes.
Es sede de un pequeño municipio con 95,18 km² de área y 35 138 habitantes (2021), subdividido en 9 freguesias. El municipio limita al norte con el municipio de Viana do Castelo, al este con Barcelos, al sur con Póvoa de Varzim y al oeste con el océano Atlántico. Se encuentra a unos 50 km de la ciudad de Oporto.

## Demografía
| Gráfica de evolución demográfica de Esposende entre 1864 y 2021 |
|                                                                 |
| Datos según el nomenclátor publicado por el INE portugués.      |

## Freguesias
Las freguesias de Esposende son las siguientes:
- Antas
- Apúlia e Fão
- Belinho e Mar
- Esposende, Marinhas e Gandra
- Fonte Boa e Rio Tinto
- Forjães
- Gemeses
- Palmeira de Faro e Curvos
- Vila Chã